# Eurovision Song Contest's Greatest Hits
Eurovision Song Contest's Greatest Hits a fost un program televizat organizat de către EBU pentru a comemora cea de-a 60-a aniversare a Concursului Muzical Eurovision. A fost programat să aibă loc pe data de 31 martie 2015, la Hammersmith Apollo, Hammersmith, Londra.
A fost anunțat pe data de 22 octombrie 2014 că televiziunea națională a Marii Britanii, BBC, va fi televiziunea responsabilă de producția evenimentului. Graham Norton va prezenta evenimentul împreună cu Petra Mede, cea care a fost prezentatoarea Concursului Muzical Eurovision 2013 din Malmö, Suedia.
A fost raportat că televiziunea națională a Olandei, AVROTROS, nu va televiza evenimentul.  Edgar Böhm, producătorul executiv al Concursului Muzical Eurovision 2015 a confirmat că BBC-ul va produce evenimentul. Alte detalii nu au fost încă confirmate.

## Organizare
Pe data de 22 octombrie 2014 a fost anunțat că EBU a ajuns la un acord cu BBC în producerea aniversării speciale a 60 de ani de Eurovision, similar cu Congratulations: 50 Years of the Eurovision Song Contest, care a avut loc în 2005. Într-un interviu, producătorul executiv al Eurovision-ului din anul 2015, Edgar Böhm, a declarat că BBC a decis să organizeze evenimentul. Guy Freeman va fi responsabil de producerea evenimentului, în timp ce Geoff Posner va fi directorul evenimentului.

## Locație și gazdă

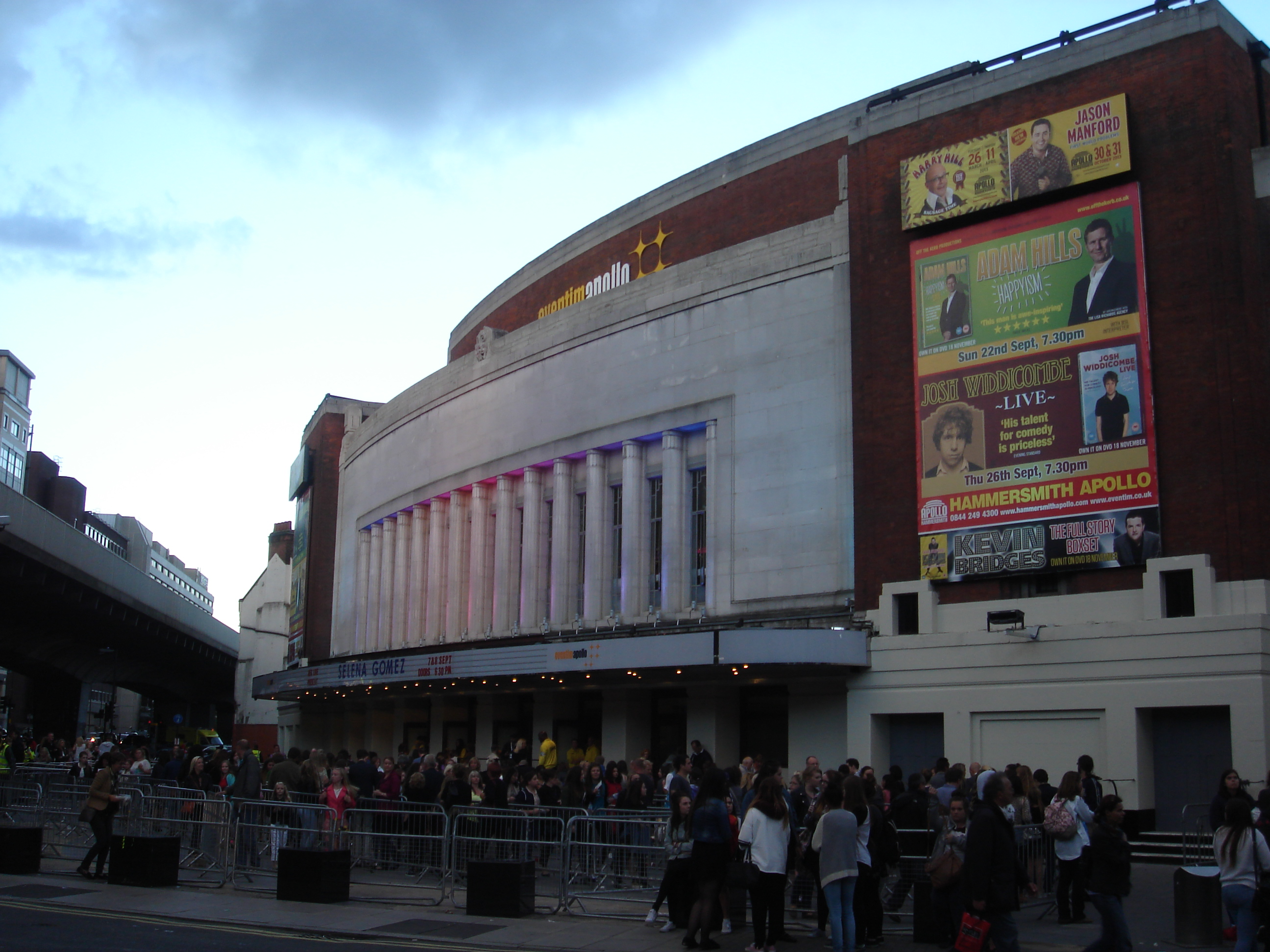
Eventim Apollo,sala ce va găzdui evenimentul.

Pe 3 februarie 2015 s-a fost confirmat că evenimentul va avea loc în Eventim Apollo în Hammersmith, Londra, și că va fi prezentat de Graham Norton și Petra Mede.
Norton a prezentat împreună cu  Claudia Winkleman Concursul de dans Eurovision în 2007 și 2008, în timp ce Petra Mede a prezentat Melodifestivalen 2009 (selecția națională a Suediei la Eurovision) și Concursul Muzical Eurovision 2013.

## Bilete
Biletele sunt valabile de pe data de 6 februarie 2015 pe site-ul oficial al canalului BBC, sau pe site-ul oficial al Eurovision-ului.

## Țări care au confirmat participarea
Țările următoare și-au confirmat participarea la eveniment, al cărui format este până acum nederteminat, deși este considerat a fi în stilul unui spectacol de gală.
| Nr. | Țară         | An   | Artist             | Cântec                          | Traducere                               |
| --- | ------------ | ---- | ------------------ | ------------------------------- | --------------------------------------- |
| 1   | Suedia       | 1984 | Herreys            | "Diggi-Loo Diggi-Ley"           |                                         |
| 2   | Franța       | 2001 | Natasha St-Pier    | "Je n'ai que mon âme"           | Am doar sufletul meu                    |
| 3   | Austria      | 2014 | Conchita Wurst     | "Rise Like a Phoenix"           | Ridicâ-te ca un Phoenix                 |
| 4   | Danemarca    | 2013 | Emmelie de Forest  | "Only Teardrops"                | Numai lacrimi                           |
| 5   | Finlanda     | 2006 | Lordi              | "Hard Rock Hallelujah"          |                                         |
| 6   | Germania     | 1982 | Nicole             | "Ein bißchen Frieden"           | Un pic de pace                          |
| 7   | Israel       | 1998 | Dana International | "Diva"                          |                                         |
| 8   | Luxemburg    | 1973 | Anne-Marie David   | "Tu te reconnaîtras"            | Te vei recunoasțe pe tine însuți        |
| 9   | Irlanda      | 1980 | Johnny Logan       | "What's Another Year"           | Care este un alt an                     |
| 10  | Irlanda      | 1987 | Johnny Logan       | "Hold Me Now"                   | Ține-mă acum                            |
| 11  | Danemarca    | 2000 | The Olsen Brothers | "Fly on the Wings of Love"      | Zboară pe aripile iubirii               |
| 12  | Spania       | 2002 | Rosa López         | "Europe's Living a Celebration" | Europa trăiesțe o celebrare             |
| 13  | Suedia       | 2012 | Loreen             | "Euphoria"                      | Euforia                                 |
| 14  | Rusia        | 2008 | Dima Bilan         | "Believe"/"Never Let you Go"    | Crede/Niciodată nu te voi lasa să pleci |
| 15  | Regatul Unit | 1976 | Brotherhood of Man | "Save Your Kisses For Me"       | Salvează săruturile tale pentru mine    |

## Televizare internațională

### Comentatori
Țările următoare au confirmat că vor transmite în direct evenimentul:
- Australia – TBA (SBS)
- Austria – TBA (ORF, 22 mai 2015)
- Belgia - TBA (RTBF)
- Bulgaria - TBA (BNT)
- Danemarca - TBA (DR1)
- Elveția - TBA (SRF)
- Finlanda - TBA (YLE)
- Franța - TBA (France 2)
- Grecia - TBA (NERIT)
- Islanda - TBA (RÚV)
- Irlanda - TBA (RTÉ)
- Israel - TBA (Channel 1)[27]
- Norvegia - TBA (NRK)
- Portugalia - TBA (RTP)
- Regatul Unit - TBA (BBC)[28]
- România - TBA (TVR)
- Rusia - TBA (C1R)
- San Marino - TBA (SMRTV)
- Slovenia - TBA (RTVSLO)
- Spania - TBA (RTVE)
- Suedia - TBA (SVT,4 aprilie 2015)[29]

### Țări ce nu vor difuza evenimentul
Țările următoare au declarat că nu vor transmite în direct evenimentul:
- Albania – RTSH
- Andorra – RTVA
- Armenia – ARMTV[30]
- Azerbaijan – İTV
- Belarus – BTRC
- Bosnia și Herzegovina – BHRT
- Croația – HRT
- Cipru – CyBC
- Republica Cehă – ČT
- Estonia – ETV
- Georgia – GPB
- Germania – NDR
- Ungaria – MTV
- Italia – RAI
- Letonia – LTV
- Lituania – LRT
- Luxemburg – RTL[31]
- Macedonia – MKRTV[32]
- Malta – PBS
- Moldova – TRM
- Monaco – TMC
- Muntenegru – RTCG
- Țările de Jos – AVROTROS[3]
- Polonia – TVP
- Serbia – RTS
- Slovacia – RTVS
- Turcia – TRT
- Ucraina – NTU[33]